# Dermogenys siamensis
Dermogenys siamensis is een straalvinnige vissensoort uit de familie van de Zenarchopterida. De wetenschappelijke naam van de soort is voor het eerst geldig gepubliceerd in 1934 door Fowler.